# Plaza Baden-Powell
La plaza Robert Baden-Powell (Piazza Robert Baden-Powell), nota semplicemente come plaza Baden-Powell (Piazza Baden-Powell), è uno spazio pubblico situato nella Avenida El Parque nel quartiere Campo Alegre del comune di Chacao, a est del distretto metropolitano di Caracas e a ovest dello stato di Miranda nel Venezuela centro-settentrionale.

## Origine del nome
La piazza omaggia la memoria di sir Robert Baden-Powell, il fondatore del movimento scout mondiale.

## Storia e descrizione
Dalla fine degli anni Cinquanta vari dirigenti venezuelani (come Federico Díaz Legórburu, Werner Lemke e Luis Esteban Palacios) ebbero l'idea di realizzare una piazza dedicata al fondatore dello scautismo a Caracas. Si decise anche di abbellirla con una statua che, a sua volta, è una replica di una realizzata dallo scultore Vicente Larroca e situata a San Paolo del Brasile. La scultura venne acquistata nel 1961, dopo alcune trattative, e venne installata su un piedistallo.
Inizialmente la piazza venne inaugurata nel 1964 alla presenza di Lady Olave Baden-Powell e delle autorità nazionali presso l'Avenida Francisco de Miranda, ma poi, per ragioni tuttora ignote, fu reinaugurata in un'area nuova poco più a sud sotto la gestione della sindaca di Chacao Irene Sáez. L'associazione delle guide del Venezuela è solita organizzare degli eventi in questo luogo.
Nel 2016, lo slargo venne nominato "patrimonio storico del comune di Chacao" grazie all'attività del rover Guillermo Rodríguez.